# Kretingalė (stacja kolejowa)
Kretingalė (ros. Кретингале) – stacja kolejowa w miejscowości Krotynga, w rejonie kłajpedzkim, w okręgu kłajpedzkim, na Litwie. Położona jest na linii Kretynga – Kłajpeda – Pojegi.